# Кухня Шрі-Ланки
Кухня Шрі-Ланки багато в чому нагадує кухню Індії, що обумовлено як близькістю цих країн, так і схожим асортиментом продуктів, що використовуються для приготування страв (дари моря, фрукти, зелень, всілякі прянощі). Переважно раціон ланкійців складається з рослинної їжі, ланкійці практично не вживають м'яса. Фактична відсутність у раціоні м'яса ланкійської обумовлено тим, що корови тут шануються як свячені тварини. У кулінарних цілях широко застосовуються рибопродукти, тропічні фрукти, а також всілякі прянощі.

## Традиції та історія
Кухня на Шрі-Ланці дуже гостра і часто досить незвична для європейського шлунка. Екзотичну неповторність ланкійських кухні можна пояснити широким впливом кулінарних традицій і переваг численних народів, які залишили свій значний слід у житті острова. Крім близькою кухні Індії, Шрі-Ланка ввібрала в себе кулінарні традиції арабів, голландців, англійців, китайців, а також найближчих народів цього регіону. Так, арабська кухня привнесла до місцевого раціону варіації на тему плову — біріані (англ. biriany) і пілау (англ. pillau), приправлені місцевими прянощами, а також широко розповсюджені на близькому сході кебаби. З кулінарної традиції Великої Британії до ланкійської кухні перекочував пудинг і кекси, страви з овочів (картопля зі шпинатом) і омлети. Китайська кухня поділилася рецептами приготування страв із сої та інших бобових — м'ясо в соусі з чорних бобів і різні види локшини, під впливом голландської з'явилися лампрейси (lampreis) — м'ясні тюфтельки з гострим рисом, самбол має індонезійське коріння.

## Особливості
Особливістю кухні Шрі-Ланки є широке вживання всіляких спецій, особливо чилі, що наділяє страви, в які додають подібну приправу, характерним особливо гострим смаком. Здавна жителі острова широко вживають страви, приготовані на основі рису й каррі, що, втім, характерно для південно-азійського регіону в цілому. З точки зору ланкійської кулінарії, практично будь-яка їжа, в яку додали суміш подрібнених в порошок спецій, може називатися каррі. Суміш спецій містить в собі куркума, подрібнений коріандр, часник, чорний перець, перець чилі, гірчичні зерна, кмин, корицю, а також інші компоненти. Для приготування цієї суміші існує величезна кількість всіляких рецептів і кожен кухар дотримується своїх самобутніх секретів.

### Рис та каррі

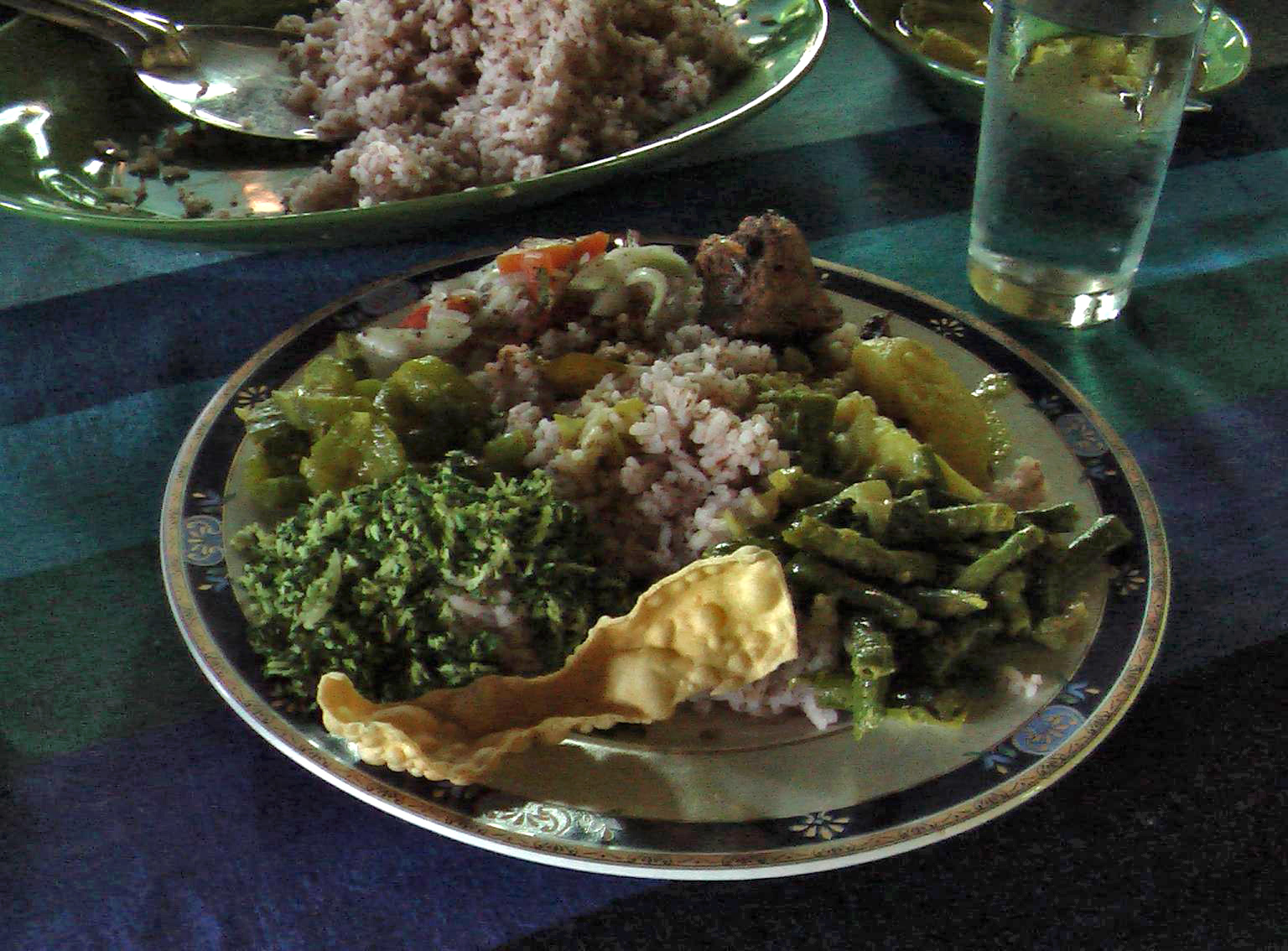
Рис та каррі

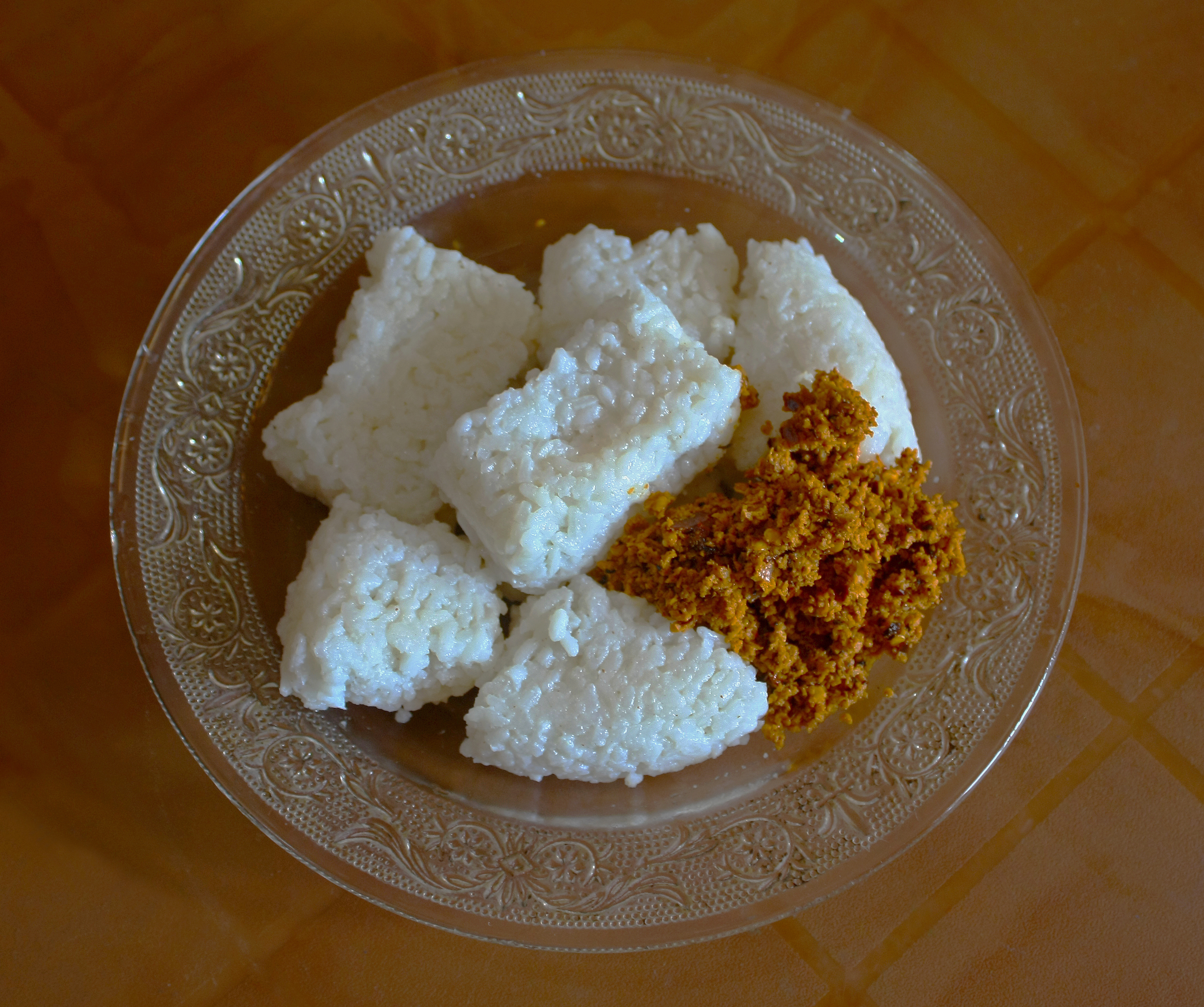
Кірибат та лунумірис

Основою звичайного щоденного меню на Шрі-Ланці є рис і каррі. Базовий продукт всіх страв — рис, але він практично ніколи не змішується з соусом, а подається в спеціальному великому блюді, навколо якого ставлять мисочки з різними інгредієнтами і самостійними стравами. Їсти його можна як приладами, так і руками (тільки не лівою!).
Каррі для ланкійців — не одна страва, а ціла група страв — з риби, м'яса, різних море-продуктів, птиці, овочів, бобових і фруктів. Об'єднує їх своєрідна комбінація прянощів, розтертих в порошок, під назвою каррі. Каррі, що готується на острові кілька різниться способом приготування від каррі, яке готують в Індії — ланкійці попередньо підсмажують суміш, крім того, за гостротою смаку ланкійська суміш теж відрізняється від континентальної. Каррі використовується для приготування практично будь-яких продуктів, у тому числі м'ясних, рибних, а також страв з овочів або тропічних фруктів.
Одна з страв традиційної ланкійських кухні є пропарена локшина, до складу якої входить рисове борошно. Цю страва називають стрінг хоперс. Як правило, «острівну локшину» вживають вранці, на сніданок. З того ж борошна, кокосового молока і дріжджів печуть аппу (appa) — чашоподібної форми млинці з хрусткими краями і м'яким центром. Якщо в центр додати яйце, виходить млинець-глазунья біттара аппа (англ. bittara appa), що серед британців відомі як egg hoppers. До речі, якщо на аппу кладуть масло, змішане з підсолодженою кокосовою стружкою, це вже десерт хакуро-аппа (англ. hakuru appa).
Широку популярність у гостей заслужено здобула страва кірибат (англ. Kiribath) — ця страва готується на основі рису з додаванням молока кокосового горіха. Це екзотична страва, як правило, подається на сніданок, при цьому воно подається шматочками у вигляді ромбів з додаванням всіляких прянощів, кокосової стружки, лимонів або перцю. З кокосовою стружкою і пальмовим «медом» Кірибат стає солодким — імбул Кірибат (англ. imbul kiribath).
Суміш надає стравам, які нею приправлені, особливий аромат і пікантний пекучий смак. Серед обов'язкових компонентів суміші — чорний перець, коріандр, пекучий перець чилі, насіння гірчиці, кмин, кориця, куркума, імбир, часник, а також листя вічнозеленого чагарника каррі. Варіантів такої суміші стільки, скільки і людей, які готують її. На Шрі-Ланці компоненти суміші зазвичай попередньо підсмажують на сковороді, і в цьому полягає основна відмінність ланкійського каррі від індійського. Крім цього, ланкійські суміші менш гострі.

### Компоненти та прянощі
Кухня Шрі-Ланки має також особливості у використанні деяких компонентів: до безлічі ланкійських страв входить стружка з м'якоті кокосового горіха, кокосовий сік, кокосова олія, пальмовий нектар (англ. treacle). Іншим характерним компонентом ланкійської кухні стала умбалакада (англ. umbalakada) — подрібнена на порошок суха рибка, яку тут називають мальдівською і додають у каррі для аромату.
Гурмани вважають Шрі-ланку «пряним островом», де ростуть найкращі у світі кориця, гвоздика, мускатний горіх, чорний перець, імбир, кардамон і ваніль, а любителі географії та історії згадають, що саме заради прянощів на острів ще в середні століття припливали арабські купці, а на початку XVI століття прибули португальці. З тих пір аромати ланкійської землі прикрасили кухні багатьох країн світу, а запашна, але пекуча суміш каррі стала свого роду кулінарної візитівкою острова.

### Роту
Наступною самобутною стравою ланкійського кулінарного мистецтва є роту — корж, випечений з рисового борошна з додаванням кокосової стружки. Роту вживається з каррі або тропічними фруктами.

### Морепродукти
Будучи острівною державою, Шрі-Ланка спрадавна веде промисел дарів екваторіального моря: тут видобувається багато видів риби, кальмари, молюски та інша морська живність. Шрі-Ланка славилася своїми морепродуктами ще з давніх часів — про смакові якості ланкійських дарів моря не даремно ходили легенди.

### Напої
Король напоїв в Шрі-Ланці — справжній цейлонський чорний чай (з молоком або без). Безліч різних сортів чаю, змішування чаю з різними фруктами і травами, а також століттями відпрацьована традиція обробітку та приготування чаю — все це зумовило для ланкійського чаю всесвітню популярність і популярність. За колоніальною традицією чай подають у порцеляновому посуді, доповнюючи гарною випічкою (кекси, здобне печиво) і джемом з місцевих фруктів і апельсинів.
А ось натуральна кава на Шрі-Ланці досить посередня (її довго кип'ятять, і вона втрачає аромат), хоча стандартну розчинну або еспресо приготують у будь-якому ресторані або кафе. Останнім часом модні віяння дійшли до острова: у групі гарячих напоїв капуччино — серед фаворитів.
Заслуговує на увагу освіжаючий напій на основі імбиру — так званий ginger beer. Він хоч він і зветься пивом, в ньому ні грама спирту, зате на смак — пікантно-пекучий.
Безпечний місцевий спосіб втамувати спрагу — сік тамбілі (англ. tambili), як сингальською називають королівський кокос. Його золотисті красиві краплеподібної форми горіхи продаються всюди: і в супермаркетах, і в фруктово-овочевих крамницях уздовж доріг. Сік кокосу багатий калієм, натрієм і часто використовується місцевої медициною для очищення організму при отруєннях та як дієтичне питво при порушеннях обміну речовин.

#### Алкогольні напої

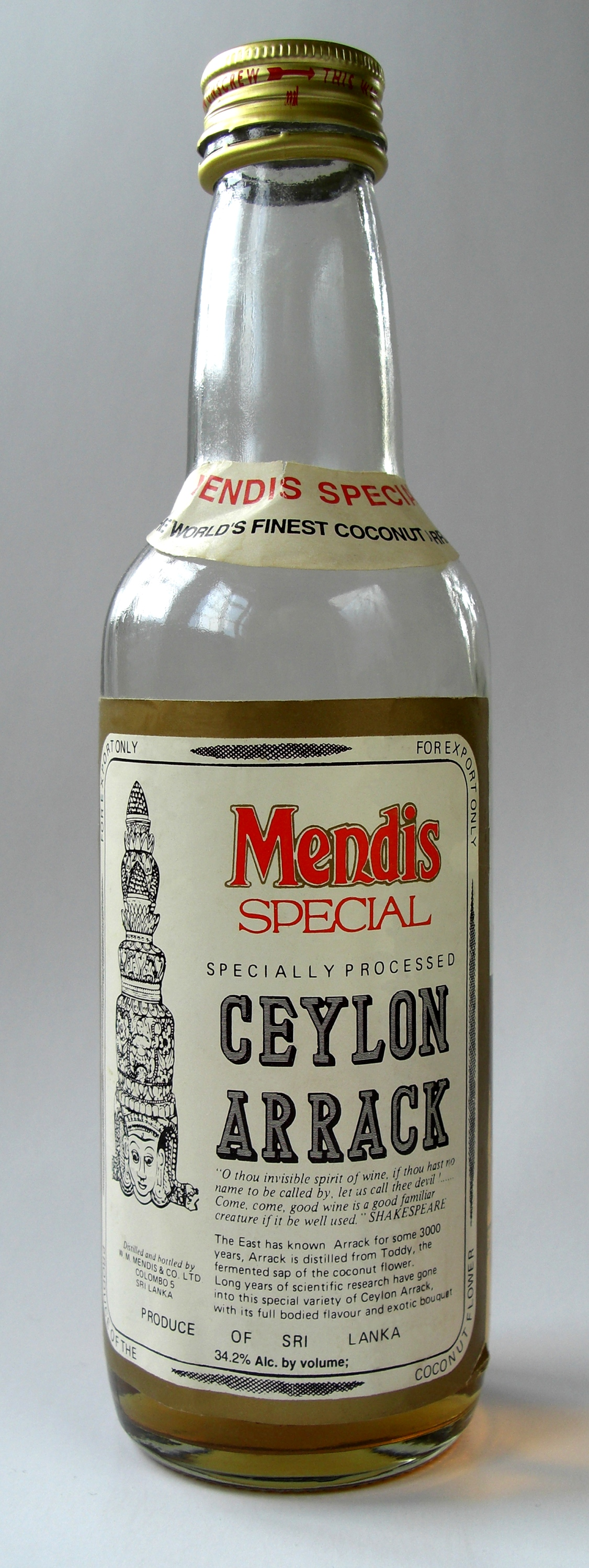
Ланкійській арак

Спиртні напої місцевого виробництва або розливу — пиво марок «Lion» і «Three coins», горілка з пальмового нектару (арак 'arrack'), італійські вина місцевого розливу марки «Montanari» — цілком придатні для щоденного вживання, в тому числі за співвідношенням 'ціна-якість'.
Місцеву пальмову горілку — арак (англ. arrack) можна вживати в поєднанні як, наприклад, з содовою водою, так і з іншими напоями. Придбати арак і інші хмільні напої можливо практично в будь-якому супермаркеті чи магазині.
Кожен місяць при настанні повного місяця — Poya Day, на вулицях ланкійських міст, а також в розважальних закладах, не дозволяється вживання спиртовмісних напоїв. Втім, закон не забороняє «дегустувати» ці напої в номері готелю.

### Солодощі
Своє гідне місце в ланкійської кухні займають всілякі солодощі — кявум, халва, пальмовий цукор. Основні ланкійські десерти та солодощі виготовляються з нектару квітів кітул-пальми, який тут називають тодді. Є навіть професія — «тодді-тейпа», тобто збиральник нектару.

### Фрукти
Велика роль у приготуванні різних страв приділяється тропічним фруктам. На Шрі-Ланці деякі фрукти вживають як овочі: квасять манго, смажать окремі сорти бананів. Ананас потрапив на територію Шрі-Ланки в 17 сторіччі з Європи, цей фрукт є надзвичайно популярним у цій країні, тут, ананаси, багато в чому схожі за зовнішнім виглядом з сосновими шишками, виростають на кущах майже на самій землі, як у нас капуста. Вага ананасових плодів нерідко сягає п'яти кілограмів. Місцеві жителі перед вживанням скибочки ананасів присмачують сіллю і чорним перцем.
Крім ананасів широку популярність на території Шрі-Ланки заслужили банани, що виростають тут удосталь завдяки вологому і теплому клімату. Як і ананаси, банани в Шрі-Ланці ростуть не на деревах, а на кущах. Банани здавна славляться своїми корисними властивостями і високою поживністю, що робить їх невід'ємним елементом ланкійських кухні. Ланкійські банани трохи відрізняються за смаком і розміром від традиційних — вони коротші та солодші на смак. Великою пошаною у ланкійців користується дуріан, який часто називають «королем фруктів». Дуріан здатний досягати ваги десяти кілограм. Ланкійці, втім як і жителі багатьох інших країн Азії, шанують цей фрукт і навіть вважають його надзвичайно привабливим за смаком. Втім, таке повага до дуріану позначається і на його ціні, на Шрі-Ланці цей фрукт коштує досить дорого.
Не менш шанованим і затребуваним фруктом на Шрі-Ланці є манго, цей фрукт вирощувався на території регіону понад чотирьох тисяч років. Завдяки своїй поживності і насиченості кислотами і вітамінами A і C, манго є невід'ємним елементом і сучасної ланкійської кухні. Великим попитом на Шрі-Ланці користуються кавуни, які складаються на 95 відсотків з води, а, отже, можуть використовуватися як непоганий засіб для втамування спраги. Кавуни, як правило, не піддають термічній обробці. У кулінарії кавуни додають до холодних страв — морозива та салатів. Також кавун використовують для приготування спрагоутолюючих прохолодних напоїв. Крім цього, широко використовуються в приготуванні їжі такі фрукти, як помела, рамбутан, личі, саподіла, лонган та інші місцеві екзотичні фрукти.
Широке поширення на острові отримав кокосовий горіх, сік цього фрукта, його м'якоть використовуються для створення всіляких соусів, а також для приготування різних страв. Особливо вдало поєднується м'якоть кокоса з картоплею. Для угамування спраги найкраще використовувати сік королівських кокосів, які мають оранжеве забарвлення, так як зелені кокоси менш смачні й корисні. Кокосовий сік можна вживати прямо з горіха за допомогою трубочки.